# The Whisperers
The Whisperers (bra: Ilusões de Mãe; prt: Vida Solitária) é um filme de suspense britânico de 1966, dirigido por Bryan Forbes.

## Sinopse
Mrs. Maggie Ross (Edith Evans) é uma mulher velha pobre e paranoica que vive sozinha em um apartamento decadente. Ela vive em um mundo de fantasias, onde ela acredita ser uma rica herdeira. Quando o seu filho ladrão volta para casa, ela encontra um grande quantidade de dinheiro roubado, e começa a acreditar que sua fantasia se tornou realidade. Mas suas fantasias poderão levá-la à ruína.

## Elenco
- Edith Evans - Mrs. Ross
- Nanette Newman - Menina
- Jack Austin - Polícial
- Gerald Sim - Sr. Conrad
- Lionel Gamlin - Colega do Sr. Conrado
- Ronald Fraser - Charlie Ross

## Prêmios e indicações
Oscar
- Indicado na categorias, Melhor Atriz Principal (Edith Evans).[carece de fontes?]

 Globo de Ouro
- Venceu na categoria, Melhor Atriz - Drama (Edith Evans).[3]
- Indicado na categoria, Melhor Filme Estrangeiro.[carece de fontes?]

 BAFTA
- Venceu na categoria, Melhor Atriz (Edith Evans) e Melhor Fotografia.[carece de fontes?]